# The Roches
The Roches (Maggie, Terre a Suzzy Roche) byla vokální skupina tří irskoamerických sester z Park Ridge v New Jersey. Byly aktivní od poloviny sedmdesátých let až do roku 2017. Vystupovaly buď jako trio nebo ve dvojicích.

## Diskografie

### Maggie a Terre Roche
- Seductive Reasoning (Columbia, 1975)
- I Gave My Love a Kerry (Earth Rock Wreckerds, 2004)

### The Roches
- The Roches (Warner, 1979)
- Nurds (Warner, 1980)
- Keep On Doing (Warner, 1982)
- Another World (Warner, 1985)
- No Trespassing (Real Live Records, 1986)
- Speak (MCA, 1989)
- We Three Kings (MCA, 1990)
- A Dove (MCA, 1992)
- Will You Be My Friend? (Baby Boom, 1994)
- Can We Go Home Now (Rykodisc, 1995).
- The Collected Works of the Roches (Rhino/Warner, 2003)
- Moonswept (429 Records, 2007)
- Rhino HiFive: The Roches (Rhino/Warner, 2007)

### Suzzy Roche
- Holy Smokes (Red House, 1997)
- Songs from an Unmarried Housewife and Mother, Greenwich Village, USA (Red House, 2000)

### Terre Roche
- The Sound of a Tree Falling (Earth Rock Wreckerds, 1998)

### Suzzy a Maggie Roche
- Zero Church (Red House, 2002)
- Why The Long Face (Red House, 2004)

### Suzzy Roche a Lucy Wainwright Roche
- Fairytale and Myth (2013)
- Mud and Apples (2016)

### Terre Roche, Sidiki Conde a Marlon Cherry (jako Afro-Jersey)
- Afro-Jersey (2013)